# Skwer Romana Wilhelmiego w Poznaniu
Skwer Romana Wilhelmiego – skwer w Poznaniu w obrębie Starego Miasta, u zbiegu ul. 23 Lutego i ul. Masztalarskiej. Upamiętnia Romana Wilhelmiego, aktora i reżysera urodzonego w Poznaniu, który zmarł 3 listopada 1991, kilka miesięcy po ostatniej premierze z jego udziałem na mieszczącej się w pobliżu Scenie na Piętrze.
Zieleniec otrzymał obecną nazwę uchwałą Rady Miasta Poznania z dnia 22 marca 2011 (weszła w życie 4 maja 2011), podjętą dla uczczenia 75. rocznicy urodzin aktora. Uroczystość nadania imienia miała miejsce 6 czerwca 2011. Brat Romana Wilhelmiego, Adam, powiedział po uroczystości, że cieszy się, iż „dożył tego momentu, że Romuś ma swój kawałek Poznania”.
3 listopada 2012 odsłonięto na skwerze pomnik jego patrona.

## Obiekty w pobliżu
- Archiwum Państwowe w Poznaniu
- Baszta Armatnia i mury miejskie
- Strażnica pożarowa przy ul. Masztalarskiej
- Pomnik Klemensa Janickiego
- Skwer Włodzimierza Dworzaczka